# Bohuslaus Lobkowicz von Hassenstein
Bohuslaus Lobkowicz von Hassenstein (Hassenstein, 1461 – Preßnitz, 1510. november 11.) a Prága közelében található királyi Wischehradi (Vyšehrad) Kollégium volt dékánja, Olmütz püspöke, híres humanista, költő és a "Hassenstein'sche Bibliothek" alapítója és a Wittembergi Társaság elnöke.

## Életrajza
Bohuslaus Lobkowicz 1461-ben született a Prágától északra fekvő Hassenstein várban, a régi cseh Lobkowicz család tagjaként.
1475-től a Bolognai Egyetemen tanult, később Ferrarába ment ókori történelmet és jogot tanulni. A huszita hitvallású Bohuslaus Lobkowicz Itáliában való tartózkodása alatt áttért a római katolikus hitre. 1481-ben szerezte meg a jogi doktori címet, és visszatért Bolognából Csehországba a hassensteini birtokra. Ez időszakában volt királyi titkár Karlsteinben, ekkor kötött barátságot Viktorin Kornel ze Všehrd jogtudóssal is. Mivel Bohuslav Lobkowitzot különösen érdekelte a görög és római régészet, 1490 májusától Velencéből indulva 15 hónapos utazásra indult. Útjának állomásai voltak, többek között Kréta, Ciprus, Rodosz, Smyrna, Palesztina, Egyiptom, a Nílus, az Etna és Karthágó is. Hazatérése után Magyarországon II. Ulászló magyar király udvarában kabinettitkár lett, de rövidesen visszatért, Hassensteinbe, és megalapította a vár egy fontos és értékes könyv- és kézirat gyűjteményét a "Hassenstein'sche Könyvtár"-at. Hassenstein várban iskolát is alapított. Az egyik ilyen itteni diák volt Matthäus Goldhahn is, aki később, mint Matthäus Aurogallus a wittenbergi egyetem rektora lett, és támogatta az Ószövetség lefordítását. Bohuslav Lobkowitz nőtlen maradt. Egy gyerekkori barátnője Charlotte, akivel még Ferrarában találkozott, feledésbe merült, de a legtöbb nőt elkényeztetettnek és tanulatlannak találta. Hosszú betegség után halt meg 1510-ben, Preßnitzben (Přísečnice), a családi sírboltba temették el.

## Munkássága
Írásai először 1563–1570 között jelentek meg. Több híres könyvtára volt, melyek 1525-ben nagyrészt egy nagy tűzvész áldozatául estek. Kisebb részei 1945-ig a Roudnice nad Labem-i várban tartották, melyek a helyi könyvtár alapját képezték, ezeket a második világháború után 1945-ben a csehszlovák kommunista kormány, mint nemzeti vagyont kisajátította. Ez a könyvtár került vissza 1990 után a Lobkowitz jogutódhoz, Nelahozeves várba (Kralupy nad Vltavou).

## Érdekesség
Jean de Carro svájci-osztrák orvos (1770-1857) megjelentetett egy könyvet Ode latine sur Carlsbad címmel (Prága, 1829) Bohuslaus Lobkowicz von Hassensteinről illetve a híres humanista Karlsbaddal kapcsolatos ódájáról. Ebben a mű szerepel eredeti latin nyelven, valamint különböző nyelvű fordításokban (a két francia nyelvű fordítás egyike a fiatal Dumas munkája).
Két magyar nyelvű változatot is közölt: Kazinczy valamint Szemere Pál fordítását. A könyvet ismertető Tudományos Gyűjteményben (1829. IX. kötet. 100-104. old.) Kis János további két fordítást mellékelt az említett kettőhöz.